# Mario Gruppioni
Mario Gruppioni (ur. 13 września 1901 w San Giovanni in Persiceto, zm. 19 stycznia 1939 w Bolonii) – włoski zapaśnik walczący w stylu klasycznym. Brązowy medalista olimpijski z Los Angeles 1932, w wadze półciężkiej.
Zdobył brąz mistrzostw Europy w 1925, piąty w 1929 i 1931 roku.

## Letnie Igrzyska Olimpijskie 1932
| Konkurencja          | Rundy eliminacyjne | Rundy eliminacyjne    | Rundy eliminacyjne      | Klas. końcowa |
| Konkurencja          | Przeciwnik I       | Przeciwnik II         | Przeciwnik III          | Miejsce       |
| -------------------- | ------------------ | --------------------- | ----------------------- | ------------- |
| 87 kg styl klasyczny | wolny los Z        | Onni Pellinen (FIN) Z | Rudolf Svensson (SWE) P | 3.            |